# Heteropogon timondavidi
Heteropogon timondavidi là một loài ruồi trong họ Asilidae. Heteropogon timondavidi được Tsacas miêu tả năm 1970. Loài này phân bố ở vùng Cổ Bắc giới.